# Pedicia issikiella
Pedicia (Pedicia) issikiella là một loài ruồi trong họ Pediciidae. Chúng phân bố ở vùng sinh thái Palearctic.